# Pequeñas y medianas empresas en Cuba
Pequeñas y medianas empresas en Cuba (Mipymes) generalmente llamadas pyme. Las primeras 35 empresas surgen el 29 de septiembre de 2021. Por primera vez, en décadas, las personas naturales cubanas pueden constituir una empresa —micro, pequeña o mediana— utilizando una forma jurídica que cuenta con personalidad jurídica propia: la sociedad de responsabilidad limitada. Sin embargo, las empresas no estatales en Cuba no pueden invertir en salud, telecomunicaciones, energía, defensa, prensa y otras áreas que el país considera estratégicas.

## Historia
Desde 1959, año que triunfó la Revolución Cubana dirigida por Fidel Castro, la economía y la política se fueron inclinando al modelo socialista soviético. La nacionalización de las empresas privadas y los pequeños negocios vetó por décadas la existencia de empresas privadas. Sin embargo, debido a la caída del campo socialista de quien dependía la economía cubana, nació en Cuba el Periodo Especial, época donde volvió a surgir  el «trabajo  por  cuenta  propia»  o «cuentapropismo».
A partir de 1989 comienzan las estrategias del gobierno para levantar la economía que había perdido el 85% del comercio exterior y que alcanzó el pico más alto en 1993. Este contexto permitió que el estado cubano generara un grupo de medidas que favorecieron el aumento cuantitativo del trabajo por cuanta propia en el país.
En el año 1995 los trabajadores no estatales eran 325 800  casi duplicando el monto de los cuenta propistas de 1989 que ascendía a 212,900. El incremento de este sector fue lento pero constante en los años posteriores alcanzando en 1998 la cifra 400 000 trabajadores. Como promedio la tasa anual de crecimiento del sector privado de la economía, fue favorable, alcanzando un valor de 10,3%.

### Comienzos delsigloXXI
En el año 2000 se retoma el modelo centralizado y se llevan a cabo algunas medidas que perjudicaron a los cuenta propistas. Otra vez retuvieron la entrega de licencias para poder ejercer como entes no estatales Por lo tanto, retorna la presencia de la propiedad estatal en todos los sectores y ramas, en detrimento del resto de las formas de gestión y de propiedad, que conviven dentro de la escena nacional. 
Con el arribo del 2010 se flexibilizó su ejercicio en el país, como una alternativa más de empleo en Cuba. Esto premitiría un incremento significativo en el sector no estatal que en ese año contaba con 157 371 personas; triplicando esa cantidad 8 años después, con cifras de 588 mil cuenta propistas, lo que representaba el 13 % de los puestos de trabajo ocupados en ese momento.
Para 2017 ya se incluye en Cuba la propiedad  privada  entre  las  formas  de  propiedad  y  se  reconoce  la  gestión  de  un  propietario  con  personalidad jurídica  en  el  caso  de  negocios  de  microescala.  Ello  ofrece  un  marco  legítimo  para  el  estudio  de  diferentes aspectos de la gestión de emprendimientos privados.

### Aprobación de las Mipymes
Con la llegada de la pandemia del Covid a la escena mundial, Cuba, país cuya economía giraba en torno al turismo se ve seriamente afectada. En pos de auxiliar la economía nacional, y sus niveles de productividad y eficiencia se aprueban las primeras 35 Mipymes, el 29 de septiembre de 2021. Casi dos meses después, , el 3 de noviembre, la cifra inicial se incrementó significativamente alcanzado las 416 mipymes y cooperativas aprobadas por el Ministerio de Economía y Planificación.

## Ventajas de las Mipymes
Para incentivar a este tipo de empresas no estatales, el Estado Cubano ofreció diferentes ventajas con respecto al resto de los actores económicos:
- El impuesto sobre utilidades asciende solo al 15 %.
- El impuesto sobre las ventas es del 5 %.
- La conformación de los precios de bienes y servicios sucede por convenio entre las partes.
- No tienen que pagar los impuestos aduaneros por la importación de equipamiento y tecnologías.
- Pueden acceder a créditos bancarios en moneda libremente convertible.[7]

## Limitaciones
Para constituir una pyme en Cuba según el Decreto-Ley 46 se limita: 
- Que el empresario sea residente permanente en Cuba y no poseer más de una pyme.
- Que la empresa privada debe pasar por las estatales para exportar e importar.
- Que las micro no excederan las 10 personas, las pequeñas de 11 a 35  y las medianas de 36 a 100.
- Que el empresario respete los salarios mínimos legales.
- Que la única forma de constituirse como empresa privada es la de Sociedad de Responsabilidad Limitada (SRL), de manera que se impide adoptar la fórmula de Sociedad Anónima (SA).[8]